# مجلس اعلای اسلامی عراق
مجلس اعلای اسلامی عراق که پیشتر مجلس اعلای انقلاب اسلامی عراق نام داشت یک حزب سیاسی عراقی است. مجلس اعلا در سال ۱۳۶۱ با هدف سرنگونی حکومت صدام حسین توسط سیاست‌مداران و روحانیون عراقی مقیم ایران تأسیس شد و پس از سرنگونی این حکومت توسط ائتلاف ضد ترور در سال ۱۳۸۲ به عنوان مهمترین حزب در عراق پس از صدام مطرح شد، در سال‌های اخیر هرچند نفوذ آن به تدریج کاهش یافته اما هنوز بزرگترین حزب در مجلس نمایندگان عراق است و کنترل وزارتخانه‌های حساسی را در اختیار دارد. مجلس اعلا سازمان‌های خیریه، مدارس و کتابخانه‌هایی را نیز در کشور اداره می‌کند.
خانوادهٔ حکیم نقش بنیادی در پایه گذاردن مجلس اعلا ایفا کرده‌اند. هرچند در اوایل پایه‌گذاری این سازمان ریاست آن برعهده سید محمود هاشمی بود اما پس از ۳۰ ماه محمدباقر حکیم ریاست آن را برعهده گرفت و پس از ترور او در سال ۱۳۸ی۲ عبدالعزیز حکیم برادرش به ریاست این مجلس رسید. با مرگ وی در سال ۱۳۸۸ ریاست مجلس اعلا به عمار حکیم واگذار شده است. سپس در سال ۲۰۱۸ عمار حکیم از این منصب استعفا داده و همام حمودي جایگزین او در پست ریاست این مجلس قرار گرفت.